# Joséphine de Beauharnais
Joséphine de Beauharnais (n. 23 iunie 1763, Les Trois-Îlets⁠(d), Martinique, Franța – d. 29 mai 1814, Rueil, Métropole du Grand Paris, Franța) a fost prima soție a lui Napoleon I și prima Împărăteasă a francezilor. Reședința ei preferată a fost Castelul Malmaison. Prin fiica ei, Hortense, a fost bunica maternă a lui Napoleon al III-lea. prin fiul ei, Eugène, a fost străbunica ultimilor regi și regine ai Suediei și Danemarcei ca și a ultimei regine a Greciei. Actualele case regale ale Belgiei, Norvegiei și Luxembourgului sunt descendenții ei.
1. 1 2  Joséphine De Beauharnais, GeneaStar
2. 1 2  Joséphine, FemBio-Datenbank[*]
3. ↑  Joséphine de Beauharnais, RKDartists, accesat în 9 octombrie 2017
4. ↑  JosÃ©phine de Beauharnais, Genealogics
5. 1 2  Josefina, Gran Enciclopèdia Catalana
6. ↑  Josephine, Encyclopædia Britannica Online, accesat în 9 octombrie 2017
7. ↑  RKDartists, accesat în 26 august 2017
8. 1 2  Kindred Britain
9. 1 2 3 4  Katalog der Deutschen Nationalbibliothek, accesat în 1 ianuarie 2025
10. ↑  IeSBE / Gortenzia (Evghenia Bogarne)[*] Verificați valoarea |titlelink= (ajutor)
11. ↑  LIBRIS, 24 aprilie 2014, accesat în 24 august 2018
12. ↑  RKDartists, accesat în 6 septembrie 2022
13. ↑  CONOR.SI[*] Verificați valoarea |titlelink= (ajutor)